# Huaiya (köpinghuvudort i Kina, Shaanxi, lat 34,21, long 107,87)
Huaiya är en köpinghuvudort i Kina. Den ligger i provinsen Shaanxi, i den nordvästra delen av landet, omkring 95 kilometer väster om provinshuvudstaden Xi'an. Antalet invånare är 21 487. Befolkningen består av 10 402 kvinnor och 11 085 män. Barn under 15 år utgör 14,0 %, vuxna 15-64 år 77 %, och äldre över 65 år 8,0 %.
Runt Huaiya är det tätbefolkat, med 308 invånare per kvadratkilometer. Närmaste större samhälle är Shoushan, 14,0 km nordväst om Huaiya. Trakten runt Huaiya består till största delen av jordbruksmark.
Genomsnittlig årsnederbörd är 730 millimeter. Den regnigaste månaden är september, med i genomsnitt 159 mm nederbörd, och den torraste är december, med 2 mm nederbörd.